# Paul Brunton
Paul Brunton (n. 21 octombrie 1898 - d. 27 iulie 1981) a fost primul european care a primit permisiunea să petreacă o noapte în Marea Piramidă a lui Kheops. El reprezintă o punte de legătură între tradiția orientală și cea occidentală, avându-l ca maestru spiritual pe marele yoghin Ramana Maharishi. A scris mai multe cărți, una din cele mai cunoscute fiind ”India secretă” (A Search in Secret India, 1934). În lucrările sale spirituale este orientat preponderent către studiul Sinelui suprem divin, prin introspecție, conform metodelor învățate de la Ramana Maharishi.